# 2022년 9월 영국의 대규모 감세 정책
2022년 9월 23일, 재무장관 쿼지 콰텡은 "성장 계획"이라는 제목의 장관 성명을 영국 하원에 발표했다. (공식적인 예산 성명이 아니므로) 언론에서 미니 예산안으로 널리 언급된 이 계획에는 소득세 기본 세율을 예정된 1% 인하하여 19%로 앞당기는 것, 잉글랜드, 웨일스, 북아일랜드에서 최고 소득세율(45%) 폐지, 2021년 3월에 발표된 2023년 4월부터 법인세를 19%에서 25%로 인상하려는 계획 취소, 2022년 4월의 국민보험 인상 취소, 제안된 보건사회복지 부담금 취소 등 일련의 경제 정책과 세금 인하 조치가 포함되었다. 미니 예산안에 대한 광범위한 부정적 반응 이후, 45% 세율 폐지 계획은 10일 후에 취소되었고, 법인세 인상 취소 계획은 21일 후에 취소되었다.
미니 예산안은 9월 6일에 시작된 트러스 내각의 첫 번째 조치 중 하나였다. 이 성명은 영국의 생활비 위기를 배경으로 발표되었으며, 필요한 차입 증가에 대한 세계 시장의 부정적 반응으로 인해 파운드 스털링의 미국 달러 대비 가치가 급격히 하락하는 결과를 즉시 초래했다. 또한 그들은 예산책임청 (OBR)의 독립적인 예측이 발표되지 않았다는 점에 대해 우려하는 듯했다. 다음 거래일까지 파운드는 미국 달러 대비 사상 최저치를 기록했다. 미니 예산안은 경제학자들로부터 광범위한 비판을 받았는데, 일부는 50년 만에 가장 큰 세금 감면 비용을 충당하기 위한 정부 차입 증가에 대한 의존이 영국이 국제 통화 기금 (IMF)에 금융 구제금융을 요청해야 했던 1976년 스털링 위기와 유사한 상황으로 이어질 수 있다고 우려했다. IMF는 이 예산안에 대해 공개적으로 비판적인 반응을 보이는 이례적인 조치를 취하며 "불평등을 증가시킬 가능성이 높다"고 말했다. IMF는 영국 정부에 제안된 세금 감면을 "재평가"할 것을 촉구했다. 재무부는 11월에 이 제안들의 비용을 어떻게 계산할 것인지 개요를 발표할 계획이라고 밝혔는데, 이는 나중에 10월 31일로 앞당겨졌으며 OBR의 독립적인 예측과 함께 발표되었다.
지속적인 시장 혼란과 보수당 의원들을 포함한 국회의원들의 정책 철회 요구에도 불구하고, 총리 리즈 트러스와 콰텡은 미니 예산안에 제시된 제안들이 추진될 것이라고 주장했다. 트러스의 총리로서의 미래에 대한 추측이 증폭되었고, 10월 14일 그녀는 워싱턴 D.C.에서 열린 재무장관 회의에서 콰텡을 영국으로 다시 소환하여 사임을 요청했다. 트러스는 이후 제러미 헌트를 후임으로 임명했다. 헌트는 이어서 미니 예산안에 명시된 대부분의 세금 감면을 철회했는데, 이 결정은 시장의 긍정적인 반응을 이끌어냈다. 10월 25일 트러스가 사임한 후, 후임자인 리시 수낵은 헌트를 재무장관으로 유임했다. 10월 31일 발표는 "가능한 한 가장 정확한" 경제 예측에 기반하기 위해 11월 17일로 연기되었으며, 정식 가을 성명으로 격상되었다.
미니 예산안에 대한 초기 반응은 엇갈렸다. 데일리 메일은 이를 "진정한 토리 예산"이라고 불렀고, 노동조합회의 사무총장인 프랜시스 오그레이디는 이를 "역으로 된 로빈 후드"라고 비난했다. BBC 경제 에디터인 파이살 이슬람은 미니 예산안의 번복을 "영국 경제 역사상 가장 큰 유턴"이라고 묘사했다. 옵저버의 전 경제 에디터인 윌리엄 키건은 이 성명에 제시된 계획들이 대처주의와 세금에 대한 태도에 대한 오해를 보여주었다고 썼다.

## 배경
미니 예산안은 높은 인플레이션과 특히 급격히 상승하는 에너지 비용으로 인한 생활비 위기를 배경으로 나왔다. 2022년 7월부터 9월까지 진행된 보수당 대표 선거 기간 동안, 리즈 트러스는 2012년에 발표된 정치 논문인 브리타니아 언체인드에서 이전에 설명된 바와 같이 상당한 세금 감면과 급진적인 자유 시장 정책의 채택을 시행하는 비상 예산안을 옹호했으며, 이는 특히 55 터프톤 스트리트에 기반을 둔 우파 싱크탱크들에 의해 옹호되었다. 경쟁자인 리시 수낵과 정치 평론가들의 그러한 정책의 실행 가능성에 대한 비판에도 불구하고, 트러스는 대표 선거에서 승리하여 2022년 9월에 총리가 되었다. 트러스는 이어서 브리타니아 언체인드의 공동 저자인 쿼지 콰텡을 재무장관으로 임명했다. 2022년 9월 15일, 콰텡이 9월 23일에 비상 예산안을 발표할 계획이라는 보도가 나왔다. 당시 의회는 엘리자베스 2세 서거로 휴회 중이었고, 정부 업무는 장례식 이후까지 중단되었다. 그녀의 수석 경제 고문은 매튜 싱클레어였다.

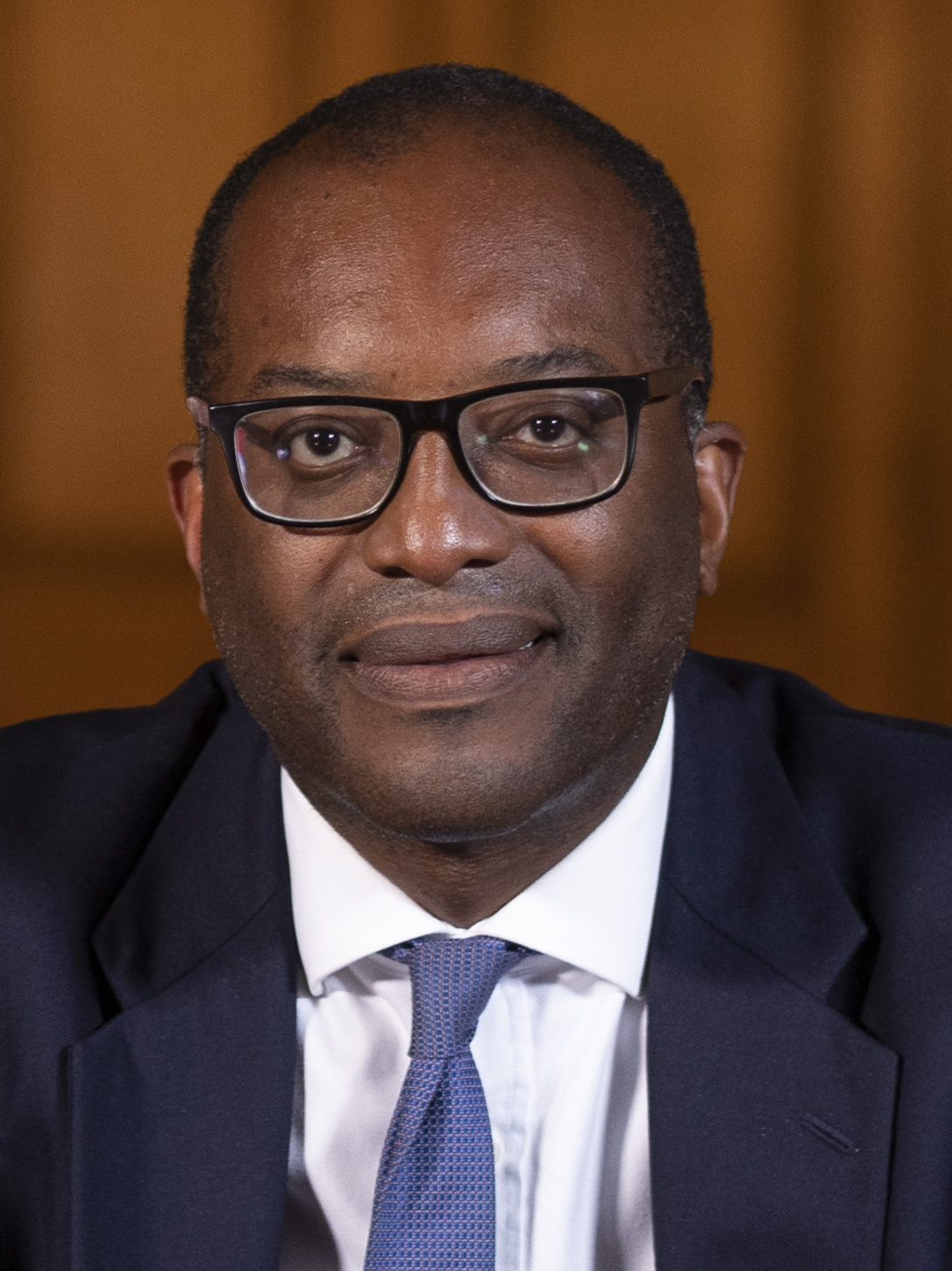
영국 하원에서 재무장관 쿼지 콰텡이 미니 예산안을 발표했다.

9월 21일, 예산안 발표에 앞서, 그리고 가정용 에너지 요금 상한제를 2년간 유지할 계획을 발표한 후, 영국 정부는 10월 1일부터 6개월간 기업의 도매 가스 및 전기 가격을 동결하는 계획을 발표했다. 다음 날에는 2022년 4월부터 시행된 국민보험 기여금 1.25% 인상을 11월 6일부터 철회한다고 발표했다. 같은 날, 2023년 4월부터 보건사회복지 부담금을 도입할 계획도 폐기한다고 발표되었다. 잉글랜드 은행 또한 인플레이션을 억제하기 위해 영국 금리를 1.75%에서 2.25%로 인상했는데, 이는 27년 만에 가장 큰 인상이었다. 잉글랜드 은행이 영국이 이미 경기 침체에 진입했을 수 있다고 시사하면서 가능한 경기 침체에 대한 지속적인 우려가 영향을 받았다.
성명 발표에 앞서, 공공 재정에 대한 독립적인 분석을 제공하는 기관인 예산책임청(OBR)은 미니 예산안에 수반되는 예측을 작성할 것을 제안했지만, 정부는 이를 거절했다. 트러스는 정부가 OBR 보고서를 기다릴 시간이 없었다고 주장했지만, OBR은 9월 23일까지 보고서를 준비할 수 있었다고 말했다. 이후 트러스가 취임 직후, 재무부와 내각 사무처의 고위 공무원들이 예산책임청의 독립적인 성장 예측 없이 차입으로 자금을 조달하는 대규모 세금 감면을 도입하는 것에 대해 반대했다고 보도되었는데, 이는 고위험 전략이며 경제에 너무 큰 충격이 될 것을 우려했기 때문이었다. 특히 재무부 상임비서관인 톰 스콜라는 6년간의 재직 후 트러스가 취임하면서 해고되었다.
미니 예산안 전날, 가디언의 경제 에디터인 래리 엘리엇은 이 예산안의 중요성을 언급하며 "대부분의 본격적인 예산안은 거의 중요하지 않고 빠르게 잊히지만, 이것은 정말 중요한 문제"라고 지적했다. 그는 이전에는 정부 재정 균형에 초점을 맞췄던 영국 경제 관리 방식에 변화를 가져올 것이며, 이는 전 총리 마거릿 대처가 주부의 가계 예산 관리에 비유했던 것과 같다고 말했다. 트러스와 콰텡이 채택한 경제 철학은 낮은 세금이 경제 성장을 촉진하여 스스로 비용을 지불한다는 공급측면 경제학 이론이었으며, 비판자들은 이를 낙수 경제라고 불렀고, 트러스노믹스라는 이름을 얻었다. 이는 경제를 다르게 운영함으로써 "재무부 정설에 도전"하려 했다. 트러스의 사임과 리시 수낵의 총리 임명 이후, 콰텡은 2022년 11월 인터뷰에서 트러스에게 그녀의 실패한 경제 계획이 "너무 빠르게 진행되고 있다"고 경고했지만, 그녀가 그 조언을 따르지 않았다고 말했다.
2022년 12월 12일, 재무부 관계자들은 콰텡이 미니 예산안이 금융 시장에 반발을 일으킬 수 있다는 경고를 무시했다고 의원들에게 말했다. 제임스 보울러 재무부 상임비서관은 자신이 "재무부 관계자들이 콰텡에게 올바른 조언을 제공했다고 절대적으로 확신한다"고 말했지만 그를 설득하여 변화를 가져올 수는 없었다고 말했다. 그는 "공무원은 조언하지만 장관은 결정한다"고 덧붙였다. 재무부 공무원 베스 러셀은 하원 재무선정위원회에서 자신과 다른 공무원이 경제 및 재정 배경, 결과, 특히 조치 비용으로 인한 자금 조달 필요성에 대한 시장 상황에 대해 "장관들에게 모든 조언을 제공했다고 확신한다"고 말했다. 러셀은 공무원들이 최선의 조언을 제공했지만 장관들이 결정을 내린다고 주장했다.

## 예산안
| \| 5년간 주요 조치 비용[31][32] \| 5년간 주요 조치 비용[31][32] \| 5년간 주요 조치 비용[31][32] \| 5년간 주요 조치 비용[31][32] \| 5년간 주요 조치 비용[31][32] \| \| ------------------------------------------------------------------------------------------------------------------------------------------------------- \| --------------------------------- \| ---------------------------- \| ---------------------------- \| ---------------------------- \| \| \| \| \| \| 백만 파운드 \| \| 국민보험 인상 철회 \| 국민보험 인상 철회 \| \| 76,965 \| 76,965 \| \| 법인세 인상 취소 \| 법인세 인상 취소 \| \| 63,175 \| 63,175 \| \| 2022~23년 에너지 요금 지원 \| 2022~23년 에너지 요금 지원 \| \| 60,000[a] \| 60,000[a] \| \| 2022년 5월 발표된 생활비 지원 \| 2022년 5월 발표된 생활비 지원 \| \| 15,350 \| 15,350 \| \| 인지세 인하 \| 인지세 인하 \| \| 7,030 \| 7,030 \| \| 소득세 45% 세율 구간 폐지 \| 소득세 45% 세율 구간 폐지 \| \| 6,790 \| 6,790 \| \| IR35 완화 \| IR35 완화 \| \| 6,190 \| 6,190 \| \| 소득세 20%에서 19%로 \| 소득세 20%에서 19%로 \| \| 5,480 \| 5,480 \| \| 연간 투자 공제 증가 \| 연간 투자 공제 증가 \| \| 5,315 \| 5,315 \| \| 부가가치세 면세 쇼핑 \| 부가가치세 면세 쇼핑 \| \| 5,280 \| 5,280 \| \| 이전 에너지 지원에 대한 환수 없음 \| 이전 에너지 지원에 대한 환수 없음 \| \| 4,780 \| 4,780 \| \| 주류세 동결/개혁 \| 주류세 동결/개혁 \| \| 2,520 \| 2,520 \| \| 배당세 인상 철회 \| 배당세 인상 철회 \| \| 2,420 \| 2,420 \| \| 벤처/직원 주식 계획 개혁 \| 벤처/직원 주식 계획 개혁 \| \| 280 \| 280 \| \| 10월 14일까지 연한 파란색으로 취소된 조치 다음 재무장관이 보라색으로 취소한 조치a 국내 에너지 지원은 2024년 9월까지였지만, 첫 6개월만 비용이 책정되었다 \| \| \| \| \| |                                   |  |           |             |
| 5년간 주요 조치 비용 |                                   |  |           |             |
| |                                   |  |           | 백만 파운드 |
| 국민보험 인상 철회 | 국민보험 인상 철회                |  | 76,965    | 76,965      |
| 법인세 인상 취소 | 법인세 인상 취소                  |  | 63,175    | 63,175      |
| 2022~23년 에너지 요금 지원 | 2022~23년 에너지 요금 지원        |  | 60,000[a] | 60,000[a]   |
| 2022년 5월 발표된 생활비 지원 | 2022년 5월 발표된 생활비 지원     |  | 15,350    | 15,350      |
| 인지세 인하 | 인지세 인하                       |  | 7,030     | 7,030       |
| 소득세 45% 세율 구간 폐지 | 소득세 45% 세율 구간 폐지         |  | 6,790     | 6,790       |
| IR35 완화 | IR35 완화                         |  | 6,190     | 6,190       |
| 소득세 20%에서 19%로 | 소득세 20%에서 19%로              |  | 5,480     | 5,480       |
| 연간 투자 공제 증가 | 연간 투자 공제 증가               |  | 5,315     | 5,315       |
| 부가가치세 면세 쇼핑 | 부가가치세 면세 쇼핑              |  | 5,280     | 5,280       |
| 이전 에너지 지원에 대한 환수 없음 | 이전 에너지 지원에 대한 환수 없음 |  | 4,780     | 4,780       |
| 주류세 동결/개혁 | 주류세 동결/개혁                  |  | 2,520     | 2,520       |
| 배당세 인상 철회 | 배당세 인상 철회                  |  | 2,420     | 2,420       |
| 벤처/직원 주식 계획 개혁 | 벤처/직원 주식 계획 개혁          |  | 280       | 280         |
| 10월 14일까지 연한 파란색으로 취소된 조치 다음 재무장관이 보라색으로 취소한 조치a 국내 에너지 지원은 2024년 9월까지였지만, 첫 6개월만 비용이 책정되었다 |                                   |  |           |             |

"성장 계획"으로도 알려진 미니 예산안은 세금 감면을 통해 경제 성장을 촉진하고, 그 비용은 영국 국가 부채를 늘려 충당하도록 고안되었다. 5년간 1,610억 파운드에 달하고 2022-2023년 에너지 요금 지원 패키지에 600억 파운드가 추가되는 이 패키지는 앤서니 바버의 1972년 "성장 가속화" 예산안 이후 영국에서 가장 큰 규모의 세금 감면을 의미했다. 이 예산안은 또한 연간 2.5%의 성장 목표를 설정했다. 가디언은 이 성명에서 발표된 조치들의 수(일부 예산안보다 훨씬 더 많은 액수를 포함함)에도 불구하고, 재무부가 이 성명을 "재정 이벤트"로 묘사했는데, 이는 예산책임청에 발표된 조치들에 대한 분석을 제공하도록 요청하지 않았기 때문이라고 언급했다.
결의 재단은 미니 예산안이 영국 재무부에 300억 파운드의 비용을 초래했으며, 트러스 정부가 재무부가 주장하는 600억 파운드의 재정 구멍 중 대략 그만큼의 금액을 발생시켰다고 계산했다. 결의 재단은 트러스와 쿼지 콰텡이 국민보험과 인지세에 대한 무담보 감면을 통해 200억 파운드를, 그리고 예산안에 대한 시장 반응으로 인해 인상된 이자율과 정부 차입 비용으로 인해 추가로 100억 파운드를 손실했다고 추정한다.

### 주요 내용
미니 예산안에서 발표된 주요 내용은 다음과 같다:
- 소득세 기본 세율을 2023년 4월부터 19%로 인하(기존 발표된 2024년 4월에서 변경) (10월 17일 철회)
- 잉글랜드, 웨일스, 북아일랜드의 최고 소득자에게 적용되는 45% 추가 소득세율을 2023년 4월부터 폐지 (10월 3일 철회)
- 11월 6일부터 2022년 4월에 도입된 국민보험 1.25% 인상분 철회
- 2023년 4월부터 보건사회복지 부담금 도입 계획 폐기
- 2023년 4월부터 법인세를 19%에서 25%로 인상하려는 계획 폐기 (10월 14일 철회)
- 유니버설 크레디트 수급자 약 12만 명이 추가 구직 활동을 요구받거나 혜택 제재를 받을 수 있음
- 50세 이상에게는 구직을 돕기 위한 직업 상담사와의 상담 시간이 더 많이 주어질 것임
- 2017년 및 2021년 IR35 세금 회피 방지 법규 개정안(외부 인력 고용 규제) 폐지 (10월 17일 철회)
- 연간 법인 투자 공제액을 100만 파운드로 무기한 유지
- 연금 기금이 영국 투자를 늘릴 수 있도록 규제 변경
- 투자자 세금 감면, 신규 및 스타트업 기업이 최대 25만 파운드의 투자를 유치할 수 있도록 허용
- 직원 최대 주식 옵션을 3만 파운드에서 6만 파운드로 두 배 인상
- 인지세 기준액을 즉시 25만 파운드로 인상 (최초 주택 구매자는 42만 5천 파운드)
- 2년간 에너지 요금 동결 (6개월간 약 600억 파운드 소요 예상, 인플레이션 5% 감소 예상) (10월 17일 6개월로 단축)[38]
- 은행가 보너스 제한 폐지
- 해외 방문객 대상 부가가치세 면세 쇼핑 재도입, EU 방문객까지 확대[39] (10월 17일 철회)
- 맥주, 사이다, 와인, 증류주에 대한 예정된 세금 인상분 폐지
- 잉글랜드에 투자 구역 계획 (초기 38개 제안)
- 계획법 자유화 및 EU 계획 규제 폐지

재무장관은 또한 다음 재정 법안이 재가를 받으면 세금 간소화 사무국을 폐쇄한다고 발표했다.

## 반응

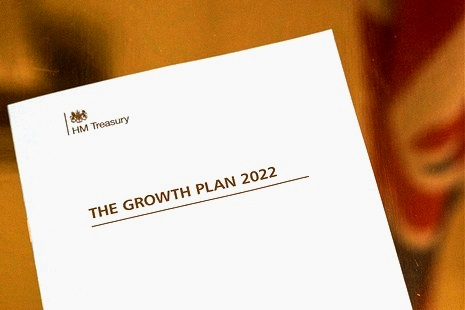
"성장 계획 2022" 표지, 미니 예산안의 주요 부분

### 통화, 금리, 부채
9월 23일, 미니 예산안 발표 후 정부의 지출 증가 및 감세 계획에 대한 반응으로 파운드 스털링이 급격히 하락하여 미국 달러 대비 3% 하락하며 1.09달러 아래로 떨어졌다. 또한 유로 대비 0.75% 하락했다. 9월 26일, 파운드는 달러 대비 사상 최저치를 기록하며 십진법의 날인 1971년 이후 최저치인 1.0327달러까지 떨어졌다. 그 결과, 2022년 말까지 파운드-달러 동등성(1파운드가 1달러와 같은 가치)이 될 확률이 60%로 증가했다. 약간의 회복 후, 9월 28일 다시 1.05달러로 하락했다. 9월 30일, 약간의 회복 후 파운드는 트러스, 콰텡 및 예산책임청 간의 긴급 회의 후 다시 1.1082달러로 하락했으며, 재무부가 OBR 예측의 조기 발표 요구를 거부했다. 10월 3일, 콰텡이 고소득세율 폐지 계획을 철회한다고 발표한 후 파운드는 1.13달러로 미니 예산안 이전 수준으로 상승했다가 약간 하락하여 1.12달러를 기록했다. 다음 날 콰텡이 예산책임청 보고서가 "곧" 발표될 것이라고 발표한 후 1.14달러로 상승했다. 10월 11일, 앤드루 베일리 잉글랜드 은행 총재가 정부 채권 매입 계획의 종료를 확인한 후 파운드는 다시 하락하여 2주 만에 최저치를 기록했으며, 1.10달러에 안착했다. 10월 13일, 스카이 뉴스가 정부가 재정 계획의 가능한 변경에 대해 논의 중이라고 보도한 후 파운드는 회복하여 1.12540달러의 1주 최고치를 기록했다. 주식과 채권도 보도 후 회복되었다. 다음 날에는 정책 철회 가능성에 대한 추측 속에서 1.13달러에 도달했지만, 트러스가 급하게 마련된 기자회견에서 법인세 인상 계획을 철회한다고 발표한 후 다시 1.12달러로 떨어졌다. 10월 17일 헌트가 미니 예산안에 제시된 대부분의 세금 감면을 철회한 후 파운드는 강세를 보여 1.13달러로 상승했으며, 그날 1.14달러로 마감했다. 10월 25일 리시 수낵이 총리로 임명된 후, 파운드는 1.149달러로 상승하여 9월 중순 이후 최고 수준을 기록했다.
9월 26일, 시장을 진정시키기 위해 재무부는 콰텡이 11월 23일에 중기 재정 계획을 발표할 것이며, 영국의 재정 감시 기관인 예산책임청이 예측을 발표하여 조치 비용에 대한 더 자세한 정보를 제공할 것이라고 발표했다. 같은 날 잉글랜드 은행은 금리 인상을 "주저하지 않을 것"이며 "상황을 면밀히 주시하고 있다"고 말했지만, 11월까지는 금리 수준을 결정하기 위해 다시 회의를 열지 않을 것이라고 밝혔다. 다음 날, 잉글랜드 은행의 수석 이코노미스트인 휴 필은 "상당한 통화 정책 대응"을 해야 할 것이라고 말했다.
9월 27일, 은행과 건축 회사는 금리 인상 우려로 일부 모기지 상품을 철회했다. 버진 머니와 스키프턴 건축조합은 신규 고객에 대한 모기지 제공을 중단했고, 아일랜드 은행은 모든 신규 모기지 제공을 중단했다. 내셔널와이드 건축조합은 다음 날부터 고정 금리 모기지를 0.90%에서 1.20% 인상한다고 발표했다.
9월 29일까지, 영국 시장에서 모기지 상품의 40%가 철회되었다. 10월 5일까지, 일반적인 2년 만기 고정 금리 모기지의 이자율은 2008년 이후 처음으로 6%를 넘어섰다. 11월 1일, 내셔널와이드 건축조합은 미니 예산안으로 인한 혼란이 10월 주택 가격을 0.9% 하락시켰다고 보고했는데, 이는 15개월 만에 처음으로 영국 주택 가격이 하락한 것이며, 코로나19 범유행 기간인 2020년 6월 이후 가장 큰 하락이었다.
10월 2일, 선데이 타임스는 콰텡이 9월 23일 저녁에 헤지펀드 매니저들과 함께 파운드 폭락으로 이득을 볼 수 있는 경제 정책의 측면을 논의하는 파티에 참석했으며, 이들이 콰텡을 "선동했다"고 보도했다. 같은 파티에 참석했던 보수당 의장 제이크 베리는 그러한 대화가 있었다는 주장을 부인했다.
10월 18일 재무 위원회에서 존 컨리프, 잉글랜드 은행 부총재는 의원들에게 은행이 미니 예산안의 내용에 대해 미리 경고를 받지 못했다고 말했다: "우리는 전날 밤에 패키지에 대한 완전한 브리핑을 받지 못했습니다. 만약 그들이 시장 반응이 어떨지 물었다면, 우리는 그들과 상호 작용했을 것입니다." 11월 29일 영국 상원 경제 문제 위원회에 출석한 앤드루 베일리 잉글랜드 은행 총재는 또한 은행이 미니 예산안의 내용을 알지 못했다고 설명했는데, 전날 금융정책위원회 회의에 재무부 관계자가 참석했음에도 불구하고 의원들에게 "재무부 관계자들은 (미니 예산안에) 무엇이 포함될지 명확히 알지 못했다고 생각한다"고 말했다.

### 채권 시장
스카이 뉴스의 이언 킹은 정부 차입의 대규모 증가 가능성이 채권 시장에서 급격한 상승을 야기했으며, 이로 인해 길트 증권의 수익률이 즉시 크게 증가했다고 관찰했다. 5년 만기 국채 차입 비용은 영국 자산을 매각하면서 하루 만에 사상 최대의 증가를 기록했다. 재무부는 국채관리청에 2022년에 추가로 720억 파운드의 길트 판매를 요청할 것이라고 발표했다. 킹은 콰텡의 전략을 "고위험, 고수익"이며 "성장을 추구하는 데 주저하지 않는다"고 묘사했지만, 채권 시장은 "잉글랜드 은행이 통화 긴축을 시행하고 있는 시기에 이 정도 규모의 재정 완화"에 대해 우려하고 있다고 말했다.
이 채권 시장 변동성에 대응하여 잉글랜드 은행은 9월 28일 시장을 안정시키기 위해 향후 2주간 영국 국채를 일시적으로 매입하기 시작할 것이라고 발표했다. 이는 특정 유형의 연금 기금이 붕괴 위험에 처했기 때문이며, 은행 부총재 존 컨리프 경은 나중에 일부 연금 기금이 해산되기까지 몇 시간밖에 남지 않았다고 설명했다. 파이낸셜 타임스는 많은 연금 기금이 미래 금리 변화의 위험을 관리하기 위해 부채 주도형 투자 파생 상품을 사용하고 있었고, 이로 인해 길트 가격이 급격히 하락했을 때 기금들이 추가 담보로 현금을 제공해야 했다고 보도했다. 이는 다시 강매로 이어져 BoE가 개입하기 전에 채권 가격을 더욱 하락시켰다.
은행은 만기 20년 이상인 길트를 하루에 50억 파운드어치 매입할 계획이었으며, 10월 10일까지 400억 파운드 상당의 채권을 매입하겠다고 제안했지만 실제로 매입한 것은 50억 파운드어치였다. 콰텡이 11월 23일에서 10월 31일로 지출 계획 발표 날짜를 앞당길 것이라고 10월 10일에 발표한 것은 채권 시장에 더 큰 변동성을 야기했다. 또한 10월 10일, 잉글랜드 은행은 10월 14일에 종료될 예정인 긴급 채권 매입 계획의 "질서 있는 종료"를 보장하기 위한 새로운 조치를 발표했다. 이 조치에는 계획의 마지막 주에 하루에 매입할 수 있는 채권 금액을 50억 파운드에서 100억 파운드로 두 배 늘리고, 연금에 대한 미래 압박을 완화하기 위한 추가 지원을 마련하는 것이 포함되었다. 연금 및 평생 저축 협회에 따르면, 많은 회원 기금들이 콰텡의 새로운 지출 계획이 10월 31일에 발표될 때까지 채권 매입 프로그램 연장을 요구했다. 그러나 은행이 10월 11일 더 많은 채권을 매입하기 위해 개입하면서 총재 앤드루 베일리는 계획이 예정대로 종료될 것임을 재차 강조했다. 은행은 또한 시장 혼란이 계속되면서 금융 안정성에 "중대한 위험"이 있다고 경고했다.
10월 14일, 콰텡이 재무장관에서 해임되고 트러스가 법인세 인상 계획을 철회한다고 발표한 후, 여러 채권에 대한 정부 차입 비용이 상승했다. 10월 17일 재무장관 제러미 헌트가 미니 예산안에 제시된 대부분의 감세 조치를 철회하자 국채 이자율은 하락했지만, 트러스가 취임했을 때보다 여전히 높았다. 10월 25일 리시 수낵이 총리로 임명된 후, 길트 수익률은 미니 예산안 이전 수준으로 돌아왔고, 30년 만기 길트 수익률은 3.68%로 하락했다.

### 국제적 반응
9월 27일, 국제 통화 기금 (IMF)은 이례적으로 성명을 발표하여 계획을 공개적으로 비판하며 "영국 조치의 본질은 불평등을 증가시킬 가능성이 높다"고 말했다. 세계 경제를 안정시키고 경제 경고를 발하는 IMF는 당시 11월 23일에 발표될 예정인 정부의 재정 계획이 "특히 고소득층에게 이득이 되는" 세금 조치를 "재평가"할 기회를 제공한다고 제안했다.
9월 28일, 글로벌 신용 평가 기관 무디스는 이 계획을 "신용 부정적"이라고 묘사하며 "영국의 부채 상환 능력을 더 영구적으로 약화시킬 수 있다"고 경고했다. 무디스는 이후 10월 21일 영국의 경제 전망을 "부정적"으로 하향 조정했으며, 이는 "영국 부채 상환 능력에 대한 위험"뿐만 아니라 "성장 전망 약화와 높은 인플레이션 속에서 정책 결정의 불확실성 증가" 및 "차입 증가 가능성과 정책 신뢰성 지속적인 약화 위험으로 인한 영국 부채 상환 능력에 대한 위험" 때문이라고 설명했다.
10월 16일, 미국 대통령 조 바이든은 "나는 그것이 실수라고 생각한 유일한 사람이 아니었습니다. 저는 슈퍼 부유층에 대한 세금 감면이라는 아이디어가... 저는 그 정책에 동의하지 않지만, 그것은 제가 아니라 영국이 판단할 일이라고 생각합니다."라고 말했다. 다른 세계 지도자들과 세계 언론도 미니 예산안과 트러스의 경제 정책을 비판했다. 9월 말, 프랑스 경제재정부 장관 브뤼노 르메르는 영국 국채 금리의 빠른 상승이 유럽 연합 탈퇴로 인해 시장에서 재정 신뢰도를 잃었다는 점에서 더욱 중요하다고 지적했다.

### 비즈니스 및 경제
성명은 아담 스미스 연구소, 정책 연구 센터, 경제 문제 연구소와 같은 우파 싱크탱크를 포함한 기업 집단으로부터 폭넓은 환영을 받았지만, 경제학자들은 이 계획이 감당할 수 있는 것인지 의문을 제기했다. 경제 문제 연구소의 총괄 이사인 마크 리틀우드는 이를 "부스트업 예산"이라고 칭하며 "경제 성장의 중요성에 대해 열정적으로 이야기하는 재무장관의 말을 듣는 것은 상쾌하다"고 말했다. 영국산업연맹의 토니 댄커 이사는 계획 및 인프라 개혁을 환영하며 "오늘은 새로운 영국 성장 접근 방식의 첫날입니다. 이제 이 기회를 활용하여 영국 모든 지역에 성장을 가져와야 합니다."라고 말했다. 이사협회의 수석 경제학자 키티 어셔도 예산안을 환영하며 "영국 기업에게 좋은 소식의 날"이라고 묘사했다. 프라이스워터하우스쿠퍼스의 소비 시장 책임자인 리사 후커는 감세 조치가 "장기적으로 소비자에게 도움이 될 것"이며 "단기적인 에너지 비용 지원이 중요하다"고 느꼈다. 기업 공동체 내에서 일부 우려도 있었다. 영국 주점업 연구소의 스티븐 앨튼 CEO는 성명이 "모든 지역 사회의 작은 술집 사업의 취약성"을 다루지 않았다고 말했으며, 메이크 유케이의 스티븐 핍슨 CEO는 성명에 여러 "긍정적인 조치"가 포함된 것을 환영했지만, 이는 10년 만에 6번째 성장 전략이며, 이는 기업에게 "확실성이 전혀 없는" 결과를 초래했다고 경고했다.
폴 존슨 재정 연구소 소장은 이 성명에서 발표된 계획을 "큰 도박"이라고 묘사했으며, 인플레이션이 높은 상태에서 경제에 돈을 투입하고 있다고 말했다. 가디언의 논평은 이 성명을 "부의 상향 재분배에 대한 노골적인 시도"라고 묘사하며, "정부의 접근 방식을 지지하는 경제학자나 이를 정당화할 수 있는 경제 모델을 거의 찾을 수 없다"고 언급했다. 악사 투자 관리의 거시 연구 책임자인 데이비드 페이지는 이 성명을 "확실히 상당한 양의 추가 국채 차입을 시사하지만, 동시에 잉글랜드 은행이 이미 총수요가 너무 높다고 우려하는 시기에 재정 부양책이며, 은행이 예상했던 것보다 훨씬 더 금리를 인상하도록 강요할 가능성이 매우 높다"고 묘사했다. 도이치 은행의 글로벌 외환 연구 책임자인 조지 사라벨로스는 영국의 통화가 "위험에 처해 있다"고 경고하며, 시장이 이를 개발도상국처럼 취급하고 있다고 시사했다. 전 미국 재무장관 로런스 서머스는 영국이 "신흥 시장이 잠수하는 시장으로 변모하는 것"처럼 행동하고 있다고 묘사했으며, 이는 금융 위기를 예측했던 경제학자 중 한 명인 누리엘 루비니의 견해와 일치한다. 그는 영국 투자가 "신흥 시장처럼 거래되고 있다"고 경고하며, 영국이 국제 통화 기금에 금융 구제금융을 요청해야 했던 1976년 파운드 위기로 이어진 사건과 비교했다. 판테온 경제 연구소의 사무엘 톰스는 파운드 가치 하락이 2023년 생활비를 0.5% 증가시킬 수 있다고 제안했다. 이 조치들을 지지한 두 경제학자는 마거릿 대처의 전 경제 고문이었고 트러스가 자신의 영감으로 언급했던 패트릭 민포드와 트러스의 외부 경제 고문인 제라드 라이언스였다. 민포드는 이미 안정적인 인플레이션, 적당한 금리, 높은 성장을 가져왔다고 주장하며, 트러스와 콰텡이 그 방어를 위해 "더 강하게 북을 쳤어야 했다"고 제안했다. 반면 9월 25일에 발표된 선데이 익스프레스의 기사에서 라이언스는 "모든 정부는 더 높은 성장을 원하지만, 이를 달성하는 데 필요한 조치를 취하는 정부는 거의 없습니다. 트러스는 다릅니다."라고 말했다. 그러나 민포드는 나중에 시장을 안심시키기 위해 예산책임청이 미니 예산안에 참여했어야 한다고 믿는다고 말했고, 라이언스는 이후 트러스와 콰텡에게 그들의 계획의 잠재적 영향에 대해 경고하는 데 "매우 분명했다"고 말했다.
재정 연구소는 재무장관이 정부 부채를 "지속 불가능하게 증가하는 경로"에 놓음으로써 "집을 걸고 도박을 하고 있다"고 말했다. 콰텡은 자신이 경제를 가지고 도박을 하고 있다는 주장을 부인했으며, 제2기 존슨 내각이 추구한 경제 정책이 더 큰 도박이었다고 제안했다. 그는 "제 생각에 도박은 우리가 가고 있던 길을 고수하는 것이었습니다. 그래서 우리가 해야 할 일은 재부팅, 재고였습니다."라고 말했다. 잉글랜드 은행 금융정책위원회에서 3년간 활동했던 대니 블랜치플라워는 트러스와 콰텡의 신뢰성에 의문을 제기하며 그들의 행동을 "극심한 무능"이라고 묘사했다. 예산책임청의 전 위원이자 잉글랜드 은행 부총재였던 찰리 빈은 정부의 GDP 대비 부채 비율을 줄이기 위한 3년 계획이 600억~700억 파운드의 부족액을 초래할 것이라고 제안했다. 600억 파운드라는 수치는 IFS에서도 언급되었는데, 정부 차입이 2026년까지 1,000억 파운드에 도달할 것이며, 이는 이전 예상치인 약 300억 파운드보다 훨씬 높은 수치이고, 이 높은 수치에 대한 해결책은 정부 지출 삭감을 시행하는 것이라고 제안했다. 그러나 트러스는 지출 삭감 없이도 정책을 도입할 수 있다고 주장했다. IMF는 미니 예산안에 제시된 계획들이 단기적으로는 성장을 증가시킬 것이지만, 물가 상승에 대한 "싸움을 복잡하게 만들 것"이라고 말했다.
트러스가 총리직에서 사임한 후 옵저버의 전 경제 편집자였던 윌리엄 키건은 트러스의 계획이 부분적으로 "대처주의와 세금에 대한 태도에 대한 오해"에 기반했다고 제안했다. 그는 대처 정부의 총리직 시작 시점에 재무장관 제프리 하우가 발표한 1979년 예산안을 강조했는데, 이 예산안은 세금 감면을 대폭 도입하여 최고 세율을 83%에서 60%로, 기본 세율을 33%에서 30%로 낮췄지만, 부가가치세를 8%에서 15%로 인상하여 상쇄했다. "트러스와 동료들에게 닥친 충격과 공포는 그들이 무담보 세금 감면을 계획했을 뿐만 아니라, 이를 자금 조달하기 위해 차입을 했고, 그 수익금이 가장 덜 필요한 사람들에게 돌아갔다는 점이었습니다. 10년간의 긴축 재정 이후, 이는 마지막 지푸라기였으며, 잠재적 수혜자들까지도 불쾌하게 만들었습니다."

### 언론
미니 예산안은 처음에는 우파 언론에서 폭넓게 호의적인 평가를 받았지만, 다른 언론 매체들은 덜 긍정적이었다. 9월 24일, 데일리 메일의 표지에는 "마침내! 진정한 토리 예산"이라는 헤드라인이 실렸고, 이어서 영국산업연맹의 말을 인용하여 "성장을 위한 선택 외에는 다른 대안이 없다"고 주장했다. 데일리 익스프레스는 이를 "놀라운 조치 패키지"라고 선언하며, 콰텡은 영국에 "크게 베팅하는 용기를 가진 것"에 대해 결코 사과하지 않을 것이라고 말했다. 이 예산안은 영국을 "다시 정상에 올려놓을 것"이라고 덧붙였다. 대조적으로, i 신문은 파운드 하락이 시장의 "가혹한 초기 평가"라고 말하며 보수당의 반발을 경고했고, 인디펜던트는 사무총장 프랜시스 오그레이디의 말을 인용하여 이를 "역으로 된 로빈 후드"라고 비난했다. 가디언은 이를 "부자를 위한 예산"이라고 묘사했다.
선데이 텔레그래프의 편집장 앨리스터 히스는 이 예산안이 "내가 들어본 영국 재무장관의 예산 중 최고"라고 썼다. 내용에 대해 그는 "감세 규모가 너무 크고 대담했으며, 언어가 너무나 이례적이어서 때로는 내가 꿈을 꾸는 것이 아닌지, 내가 실제로 밀턴 프리드먼과 F. A. 하이에크의 경제학을 믿는 먼 곳으로 이동한 것이 아닌지 확인하기 위해 스스로 꼬집어야 했다"고 말했다. 그는 이어서 "새로운 금융 빅뱅"과 "수십 개의 새로운 카나리 워프의 강력판"을 예측했다. 그는 나중에 부정적인 시장 반응을 "실망스럽다"고 묘사하며, 문제는 "발표와 맥락의 문제"였다고 주장했다. 데일리 메일의 시티 에디터 알렉스 브루머는 이를 "지진과 같은" 것이라고 부르며 "세금을 대폭 삭감하고 성장 우선주의를 경제 정책의 전면에 내세움으로써, 재무장관은 재무부의 재정 보수주의를 제쳐두고 진정한 토리 패키지를 만들어냈다"고 말했다. 그러나 파이낸셜 타임스의 마틴 울프는 이것이 "중기 성장을 거의 높이지 못할 것이며, 심각한 거시경제적 불안정성을 초래할 위험이 있다"고 생각했다. 그는 또한 정부가 예산책임청에 그 영향을 평가하도록 요청하지 않기로 결정한 것을 "단순히 터무니없는" 일이라고 비판하며, "이 정부는 고통스러운 현실에 무관심할 수 있습니다. 그러나 현실은 결국 이깁니다."라고 제안했다.

### 정치적 반응
노동당 의원들은 이 성명을 "카지노 경제학"이라고 묘사하며, 이 예산안이 중간 소득층보다 부유층에게 더 큰 이득을 줄 것이라고 주장했다. 노동당과 일부 보수당 의원들도 세금을 삭감하는 것이 잘못된 일이라고 주장했다. 노동당 부대표 앤절라 레이너는 이 예산안이 소득 상위 1%에게 이득을 줄 것이라고 주장했다. 2022년 노동당 회의에서 대표 키어 스타머는 노동당이 2024년 총선에서 승리하면 최고 소득세율 인하를 철회할 것이라고 말했다. 이 위기는 의회가 전통적으로 휴회하는 당 회의 시즌 동안 발생했으며, 노동당과 자유민주당 모두 의회 소집을 요구했다. 스코틀랜드 국민당의 웨스트민스터 대표인 이언 블랙퍼드는 당 연례 회의에서 트러스와 콰텡이 "영국 정치 역사상 최악의 첫인상"을 남겼으며, 이 예산안은 "현대 역사상 최악의 재정 개입 중 하나로 기록될 것"이라고 묘사했다. 스코틀랜드의 제1장관인 니컬라 스터전은 미니 예산안을 "무모하다"고 묘사하며 스코틀랜드의 최고 소득자 세금 감면을 동일하게 적용하지 않을 것임을 시사했다. 웨일스의 재정 장관 레베카 에번스는 웨일스 정부가 가능하다면 15만 파운드 이상을 버는 사람들을 위해 45p 최고 세율을 유지할 것이라고 말했다.
하원에 성명을 발표한 지 이틀 후, 콰텡은 예산안이 부유층에게 더 큰 혜택을 줄 것이라는 주장을 일축하며 추가 감세를 계획하고 있다고 말했다: "우리는 실제로 사람들의 주머니에 더 많은 돈을 넣었습니다. 우리는 (소득세) 기본 세율 인하를 앞당기고 있으며, 더 많은 것이 있을 것입니다. 저는 앞으로 1년 동안 사람들이 소득을 더 많이 보유하는 것을 보고 싶습니다. 왜냐하면 이 경제를 이끌어갈 것은 영국 국민이라고 믿기 때문입니다." 전 보수당 재무장관이었던 케네스 클라크는 이 전략이 경제 성장에 도움이 되지 않고 인플레이션을 증가시킬 위험이 있다고 말하며, "가장 부유한 5%를 위해 세금을 감면하면 그들이 훨씬 더 열심히 일하고 투자를 서두르며, 스스로 비용을 충당하거나 심지어 국가에 투자를 유치할 수 있다"는 생각에 반대했다. 트러스 정부에서 교육부 장관으로 임명된 킷 말타우스는 트러스가 정책 변경을 "미리 알렸"음에도 불구하고 미니 예산안에 대한 시장 반응에 놀랐다고 말했다. 버밍엄에서 열린 연례 보수당 회의에서 당원 마이클 고브는 이 계획을 매우 우려스럽고 "보수적이지 않다"고 묘사했다.
9월 26일, BBC 뉴스는 여러 보수당 의원들이 예산 성명에 대한 반응이 당의 경제적 명성을 손상시킬 수 있다고 우려하고 있다고 보도했다. 스카이 뉴스는 익명의 보수당 의원이자 전 장관의 말을 인용하여 트러스에 대한 불신임 서한이 보수당 1922 위원회 위원장에게 보내져 또 다른 대표 선거를 유발하려는 시도가 있었다고 보도했다. 인디펜던트는 익명의 보수당 의원이 그녀가 계획을 철회하지 않으면 크리스마스까지 교체될 수 있다고 말한 것을 인용했다. 언론인이자 방송인 앤드루 마르는 그렇게 빨리 또 다른 대표 선거가 있을 가능성은 낮다고 생각했다. 콰텡의 해임 후 선데이 타임스에 글을 쓴 고위 보수당 의원이자 하원 교육선정위원회 위원장인 로버트 하프론은 당이 "자유주의 지하디스트"처럼 행동하고 있으며, 자신들에게 투표한 노동자 계층 보수당원들과 다시 연결해야 한다고 촉구했다. 그는 또한 정책에 대한 "극적인 재설정"을 요구했다.
미니 예산안을 지지한 정치인 중에는 나이절 패라지, 전 영국 독립당 대표가 포함되었는데, 그는 1986년 대처 정부가 소득세를 30%에서 29%로 감면한 이후 "1986년 이래 최고의 보수당 예산"이라고 묘사하며 가장 먼저 승인을 표했다. 또한 민주연합당의 새미 윌슨 의원도 이를 환영하며 성명에서 "사람들이 돈을 더 많이 보유하도록 허용하겠다는 약속은 환영할 만하며 경제 성장에 도움이 될 것"이라고 말했다. 그는 이것이 "생활 수준을 높이고, 고용을 촉진하며, 공공 서비스 수입을 늘릴 것"이라고 주장했다.
일부 보도에 따르면 "다수"의 보수당 의원들이 미니 예산안의 일부에 반대 투표할 준비가 되어 있었다고 한다. 고위 의원인 마이클 고브는 상위 45% 세율 철회를 "잘못된 가치의 표출"이라고 묘사했다. 이에 대해 당 의장 제이크 베리는 미니 예산안에 반대 투표한 의원들은 당 원내 지휘권을 잃을 것이라고 시사했다. 정부가 최고 세율 폐지 계획을 철회한 후, 전 내각 의원 그랜트 샤프스는 이 정책이 "이해가 되지 않았다"고 말했고, 내무장관 수엘라 브레이버먼은 보수당 의원들이 정부에 대한 "쿠데타"를 감행했다고 비난했다.
텔레그래프의 에드워드 말닉의 회고 기사에 따르면, 미니 예산안의 실패는 트러스가 임명한 팀원들의 경험 부족과 목표에 대한 의사소통 부족, 특히 그녀와 콰텡이 그것을 홍보하는 데 사용한 언어 때문이었다. 말닉은 익명의 고위 장관의 말을 인용했는데, "공급측 개혁"과 "성장"과 같은 문구가 대중에게 영향을 미치지 못했으며, 많은 사람들이 그 용어를 이해하지 못할 것이었고, 이해할 수 있는 방식으로 설명하려는 시도도 없었다고 말했다: "정부는 '성장'이라는 언급 대신 유권자들에게 자녀들을 더 부유하게 만들고 싶다고 말했어야 했다."

### 여론 조사
유고브 여론 조사에 따르면 보수당은 노동당에 17% 뒤처져 있었는데, 이는 2001년 이후 노동당의 가장 큰 우세였으며, 타임스는 이를 "쿼지 콰텡의 감세 예산안에 반대하는 유권자들" 때문이라고 보도했다. 응답자의 19%만이 미니 예산안을 "공정하다"고 생각했다. 9월 28~29일에 실시된 추가 유고브 여론 조사에서는 노동당이 보수당에 대해 33% 우위를 보여 1990년대 후반 이후 가장 큰 격차를 기록했다. 이 여론 조사에서 노동당은 54점, 보수당은 21점을 기록했다. 2022년 보수당 회의에서 정치 여론 조사 전문가 존 커티스는 대리인들에게 노동당이 다음 선거에서 승리할 "매우 유력한 후보"이며, 여론 조사에서 그들의 우위가 줄어들더라도 마찬가지일 것이라고 말했다. 그는 트러스가 유권자들에게 전임자인 보리스 존슨이 사임하기 전만큼이나 인기가 없다고 덧붙였다. 트러스가 지도자로서 첫 보수당 회의를 마친 후, 10월 8일에 발표된 옵저버의 여론 조사에서는 그녀의 지지율이 -47로 나타났는데, 이는 현직 총리로는 사상 최악의 지지율이었다. 10월 14일에 PeoplePolling이 발표한 여론 조사에서는 보수당이 19점, 노동당이 53점을 기록했으며, 트러스를 호의적으로 보는 비율은 9%였다. 10월 16일에 오피니움 리서치가 발표한 여론 조사에서는 총선에서 각 당이 얻을 하원 의석수를 계산했는데, 노동당은 411석, 보수당은 137석을 얻을 것으로 예상되어 보수당은 219석을 잃고 노동당은 1997년 총선과 유사한 압승을 거둘 것으로 나타났다.

## 정부의 대응

### 초기 대응
9월 28일, 재무부는 미니 예산안에 제시된 계획을 포기하라는 요구를 거부했다. BBC 뉴스는 크리스 필립, 재무부 수석비서관, 정부 부처에 지출 효율성을 찾도록 요청하는 서한을 보낼 것이라고 보도했다.
9월 29일, 미니 예산안 이후 첫 공개석상에서 트러스는 BBC 로컬 라디오 방송국들과 일련의 인터뷰를 통해 자신의 정부가 "신속하게 조치를 취함으로써 올바른 일을 했다"고 정책을 옹호했으며, 재무부가 잉글랜드 은행과 "긴밀히 협력하고 있다"고 말했다. 그녀는 정부 개입의 "가장 큰 부분"을 에너지 요금 상한제에 돌렸으며, 이 문제는 영국만의 문제가 아니라 2022년 러시아의 우크라이나 침공으로 인해 "전 세계적으로 어려운 시장"이 존재한다고 언급했다. 그녀는 또한 "논란의 여지가 있고 어려운" 결정을 내릴 준비가 되어 있다고 말했다. 같은 날 늦게, 콰텡은 의원들에게 미니 예산안이 소비자 지출 붕괴를 막기 위해 필요했으며, 정부가 경제를 보호했다고 말했다.
9월 30일, 트러스와 콰텡은 다우닝가 11번지에서 예산책임청과 48분간 긴급 회의를 가졌고, 그 후 OBR은 10월 7일에 초기 예측을 발표할 것이라고 밝혔다. 정부는 나중에 OBR 예측이 11월 23일에 나머지 경제 계획과 함께 발표될 것이라고 발표했다. 멜 스트라이드, 재무선정위원회 위원장을 포함한 일부 보수당 의원들은 보고서의 조기 발표를 요구했지만, 트러스는 11월 23일 발표 날짜에 "전념"하고 있다고 말했다.
10월 1일자 더 선에 기고한 트러스는 미니 예산안이 "혼란"을 야기했음을 인정했지만, 정부가 생활비 문제에 대해 "단호하게 행동했다"고 말했다. 10월 2일자 BBC One의 선데이 위드 로라 콴스버그에 출연한 트러스는 자신의 정부가 경제 계획을 "더 잘 준비했어야 했다"고 인정했지만, 계획을 계속 추진할 것이라고 말했다. 다음 날, 콰텡은 45% 세율 폐지 계획을 철회한다고 발표하며, 이 문제가 "강력한 패키지에서 엄청난 방해"가 되었다고 말했다. 그는 또한 정부가 새로운 재정 성명과 독립적인 OBR의 예측을 원래 계획했던 11월 23일보다 일찍 발표할 것이라고 발표했다. 이는 나중에 10월 31일로 확정되었다. 트러스는 자신의 트위터 계정을 통해 철회를 재차 강조하며 "우리는 이해했고 귀 기울였습니다"라고 말했다. 10월 4일, BBC 정치 편집자 크리스 메이슨과의 인터뷰에서 트러스는 여전히 최고 소득층에 대한 세금 인하를 지지하지만, 현재는 고려하지 않고 있으며, 그녀의 우선순위는 "겨울을 잘 보내는 것"이라고 말했다. 10월 5일에 열린 지도자로서의 첫 당 회의 연설에서 트러스는 영국을 "고세금, 저성장 주기"에서 벗어나게 할 것이며, 영국이 잠재력을 최대한 발휘하는 것을 막고 있다고 믿는 "반성장 연합"을 비판했다.
10월 4일, 콰텡은 GB 뉴스에 미니 예산안이 여왕 서거 후 "고압적인" 상황에서 발표되었다고 시사했으며, 또한 두 차례에 걸쳐 최고 세율 폐지가 "연기되었을 뿐"이라고 말했다. 미니 예산안으로 인한 혼란에 대해 사과하면서, 전 재무장관 나딤 자하위는 러시아 대통령 블라디미르 푸틴이 시장 혼란의 원인이라고 질의응답 BBC One 판에서 말한 후 조롱을 받았다.
콰텡은 10월 7일 예산책임청의 예측을 받았다. 10월 10일, 그는 "중기 재정 계획" 발표일을 11월 23일에서 10월 31일로 앞당겼다. OBR 보고서도 같은 날 발표될 것이 확인되었다.
10월 12일 총리 질의응답 회의에서 트러스는 공공 지출 삭감을 하지 않겠다는 총리 선거 공약에 대해 질문을 받았고, 하원에게 "우리는 중기적으로 부채가 줄어들도록 할 것이지만, 공공 지출을 삭감하는 것이 아니라 공공 자금을 잘 사용함으로써 그렇게 할 것입니다"라고 말했다. 그날 저녁 웨스트민스터에서 열린 보수당 1922 위원회 회의에서 그녀는 여러 의원들로부터 자신의 정책이 경제적, 정치적 피해를 초래하고 있다는 경고를 반복해서 받았다고 보도되었다.

### 재무장관 해임

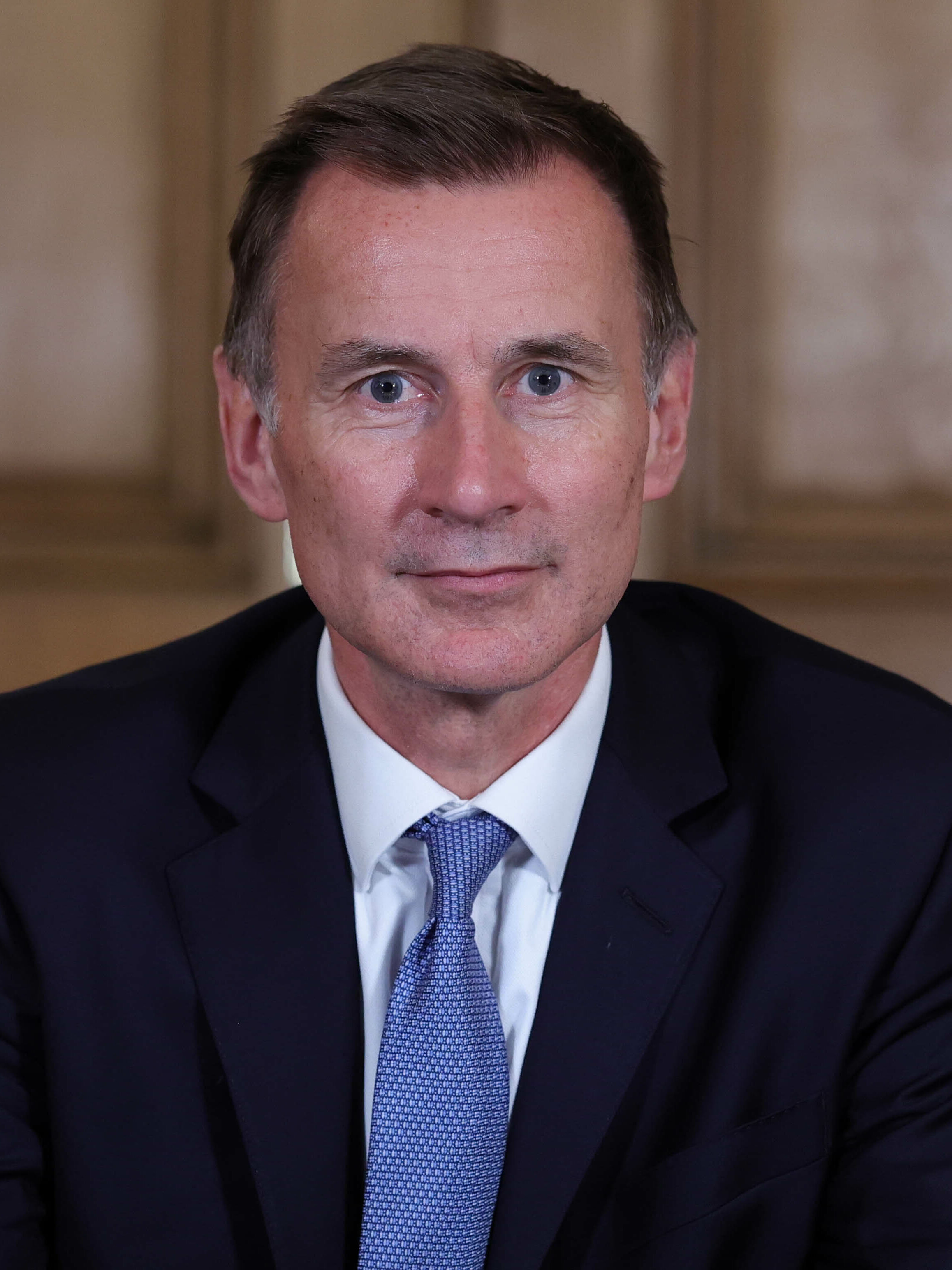
제러미 헌트는 10월 14일 콰텡을 대신하여 재무장관이 되었고, 미니 예산안에 제시된 대부분의 감세 조치를 철회했다.

트러스와 콰텡의 미래에 대한 추측은 계속되었고, 채널 4 뉴스의 게리 기븐은 점점 더 많은 트러스의 동료들이 "이제 그녀가 doomed되었다고 본다"고 지적했다. 10월 13일, 스카이 뉴스는 다우닝가에서 미니 예산안에 발표된 일부 조치를 철회하는 것에 대한 논의가 진행 중이라고 보도했다. 10월 14일, 트러스는 38일간의 재임 기간 후 콰텡을 재무장관에서 해임했는데, 그를 해고하기 위해 워싱턴에서 열린 재무장관 회의에서 영국으로 소환했다. 그녀는 그를 제러미 헌트로 교체했다. 크리스 필립 또한 에드워드 아르가로 교체되어 재무부 수석비서관이 되었다. 같은 날 늦게 다우닝가에서 열린 기자회견에서 트러스는 이전 정부의 법인세 인상을 유지할 계획이라고 발표하며 "우리 미니 예산안의 일부가 시장의 예상보다 더 멀리, 더 빠르게 나아간 것이 분명하다"고 인정했다. 그녀는 또한 정부 지출이 "이전에 계획했던 것보다 덜 빠르게 증가할 것"이라고 말했다. 그러나 그녀의 행동은 그녀의 신뢰성에 대한 의문을 잠재우지 못했다. 노스웨스트레스터셔의 보수당 의원 앤드루 브리젠은 그녀가 몇 주 안에 지도부 도전에 직면할 수 있으며, "그녀가 요구한 정책을 실행한" 콰텡을 해임한 것은 그녀에 대한 충성심을 불러일으키지 않을 것이라고 제안했다. BBC 뉴스는 익명의 의원의 말을 인용하여 그녀의 기자회견을 "메가 재앙"이라고 묘사하며 그녀가 "코빈보다 더 나빴다"고 말했다. 인디펜던트의 숀 오그레이디는 헌트의 임명이 사실상 그를 사실상의 총리로 만들었다고 제안했으며, 이는 신문사의 수석 정치 편집자 존 렌툴도 동의하는 견해였다. 그러나 헌트는 트러스가 여전히 자신의 정부를 이끌고 있다고 주장했다. BBC 경제 편집자 파이살 이슬람은 헌트의 임명으로 트러스노믹스의 경제 철학은 죽었다고 썼다. 텔레그래프의 에드워드 말닉 또한 그 미래 전망에 의문을 제기하는 듯했다: "그녀의 자유 시장 비전을 지지하는 사람들은 이제 그것이 한 세대 동안 죽었다고 두려워한다."
트러스의 발표 다음 날, 미국 대통령 조 바이든은 이례적으로 영국의 국내 정책을 비판하며 그녀의 감세 계획을 "실수"라고 묘사했고, "전 세계적인 인플레이션" 속에서 다른 국가들의 재정 정책이 미국 경제에 영향을 미칠 수 있다는 우려를 표명했다.
재무장관으로 임명된 다음 날 BBC 라디오 4의 투데이 프로그램에서 헌트는 미니 예산안에 실수가 있었음을 인정했는데, 주로 콰텡이 최고 세율을 인하한 것이 잘못이었으며, 예산책임청의 의견을 구하지 않고 "맹목적으로 행동한" 것이 실수였다고 말했다. 그는 또한 어려운 시기가 다가오고 있으며 일부 세금을 인상해야 할 것이라고 말했다. 그 출연 이후, BBC의 로라 콴스버그는 헌트가 "24시간도 채 안 되어 [트러스의] 감세 경제 전략과 공공 지출 삭감 약속을 모두 폐기했다"고 썼다. 다음 날 헌트는 체커스에서 트러스와 3시간 동안 회의를 가졌으며, 이후 두 사람은 성장 계획에 제시된 대부분의 감세 조치를 철회하는 것에 대해 "격렬하게 동의"했다고 묘사되었다.

### 감세 철회
10월 17일, 헌트는 예정된 긴급 성명을 앞당겨 콰텡의 감세 조치 대부분을 철회한다고 TV 성명에서 발표하며, "시장이 지속 가능한 공공 재정에 대한 약속을 당연히 요구하는 시점에서 이 감세를 위해 차입하는 것은 옳지 않다"고 주장했다. 헌트가 발표한 조치들은 연간 320억 파운드의 절감 효과를 가져올 것이다. 미니 예산안의 유일한 감세 조치는 국민보험 기여금 인하와 인지세 기준액 인상뿐이었다. 보건사회복지 부담금 폐지 계획도 관련 법안이 이미 의회를 통과 중이었기 때문에 진행될 것이다. 헌트는 또한 2년 에너지 가격 상한제가 6개월로 단축될 것이며, 정부가 에너지 비용을 줄이는 데 도움이 될 대체 방법을 찾기 위한 재무부 주도의 검토를 시작할 것이라고 확인했다. 마지막으로 그는 10월 31일 중기 재정 계획에서 공공 지출 삭감이 있을 것이라고 경고했다. 헌트는 이어서 하원 성명에서 변화를 설명하며, 영국의 재정에 대한 신뢰를 회복하기 위해 "눈이 휘둥그레지는" 결정을 내릴 것이라고 의원들에게 말했다. 이 발표에 대해 그림자 재무장관 레이철 리브스는 "방화범은 물통을 들고 불타는 건물로 다시 뛰어들더라도 여전히 방화범이다"라고 말했다. 파이살 이슬람은 이 발표를 "영국 경제 역사상 가장 큰 유턴"이라고 묘사했다.

## 리즈 트러스 총리 사임

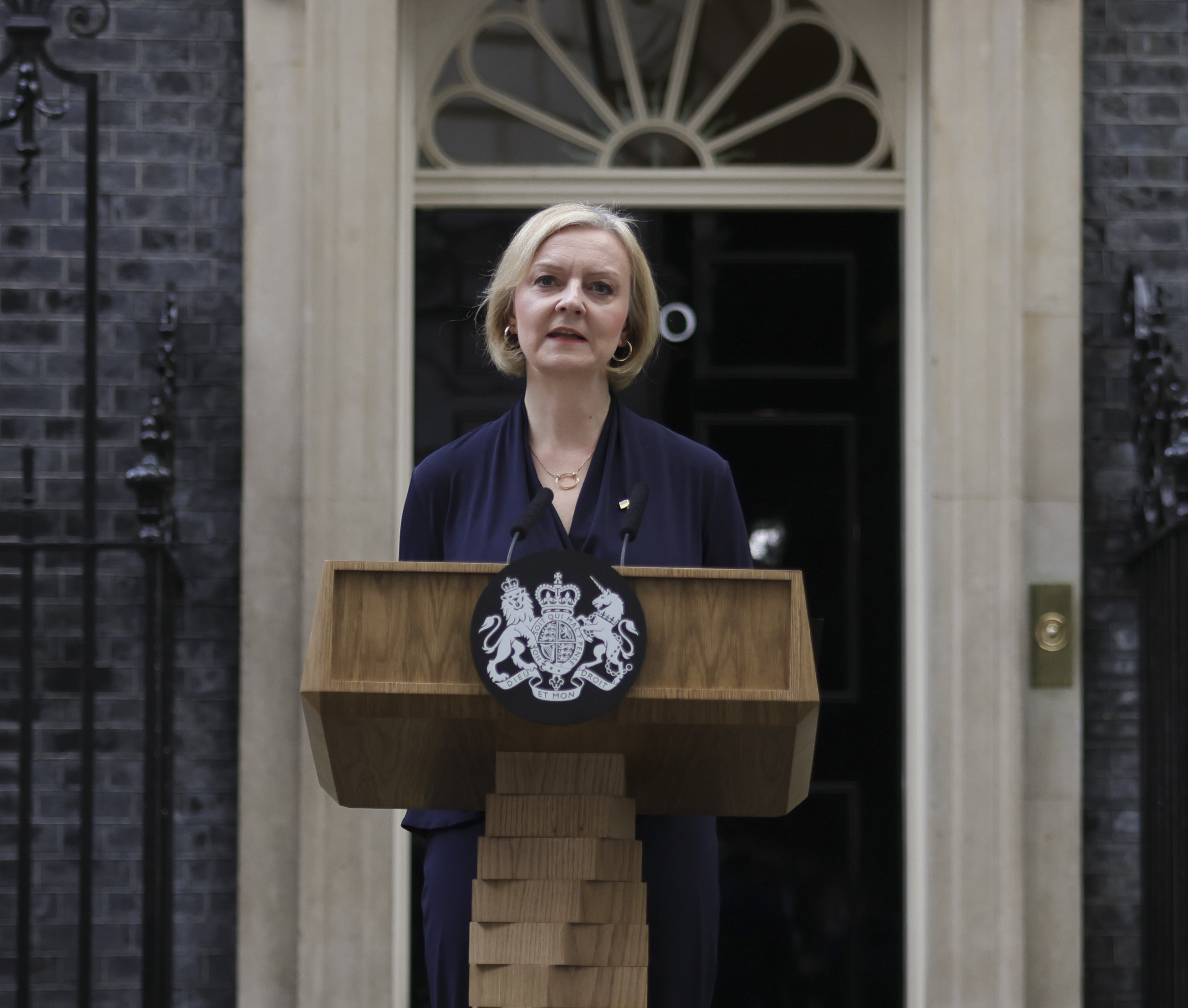
2022년 10월 20일 사임을 발표하는 리즈 트러스.

여러 보수당 의원들은 정부 정책에 대한 대중의 신뢰 상실을 이유로 트러스의 사임을 공개적으로 요구했다. 데일리 텔레그래프에 따르면, 10월 17일까지 이러한 의원들에는 크리스핀 블런트, 앤드루 브리젠, 앤절라 리처드슨, 찰스 워커, 제이미 월리스가 포함되었다. 그 무렵, 북메이커들은 그녀의 사임 날짜에 대한 배당률을 받고 있었다.
보수당 규칙은 당 대표 경선 후 12개월 동안 현직에 대한 도전을 금지한다. 트러스의 자발적인 사임이 없는 경우, 그녀의 권력 이탈을 강제하는 다른 방법으로는 당 규칙을 변경하거나 총선을 강제하는 것이 있었다. 이에 대응하여 노동당은 트러스 정부의 기록에 대한 비판에 초점을 맞춰 총선을 옹호하는 광고 캠페인을 시작했다. 10월 17일 Redfield and Wilton Strategies가 발표한 여론 조사에서는 노동당이 36%포인트 앞섰는데, 이는 총선 결과로 이어진다면 보수당이 의회에서 22석밖에 얻지 못해 정치 세력으로서의 권력을 잃을 수 있음을 의미했다. 선거 계산 웹사이트는 보수당의 의석수가 단 한 석에 불과할 수도 있다고 제안했다. 다음 날 발표된 유고브 여론 조사에서는 트러스의 개인 지지율이 -70으로 나타났다.
하원 의장 린지 호일은 10월 17일 오후 노동당 대표 키어 스타머가 트러스에게 긴급 질문을 할 수 있도록 허용했지만, 다우닝가는 하원 의원 페니 모돈트가 대신 답변할 것이라고 확인했다. 그녀의 부재는 스타머를 포함한 여러 의원들의 비판을 불러일으켰지만, 그녀는 나중에 하원에 잠시 모습을 드러냈고, 이후 그녀가 1922 위원회 위원장 그레이엄 브래디와 사전 약속된 회의에 참석 중이었다고 보도되었다. 그날 저녁 BBC 정치 편집자 크리스 메이슨과의 인터뷰에서 트러스는 "저질러진 실수에 대해 유감스럽다"고 말했지만 "비전에 전념하고 있다"고 말했다. 그녀는 또한 다음 총선에서 보수당을 이끌 것이라고 말했다.
10월 18일에 발표된 유고브의 보수당원 여론 조사에 따르면, 대다수의 당원들이 트러스의 사임을 원했으며, 그녀의 후임으로 가장 인기 있는 후보는 보리스 존슨이었고, 그 다음으로는 벤 월리스, 리시 수낵, 페니 모돈트, 케미 베이드녹, 제러미 헌트, 수엘라 브레이버먼 순이었다. 북메이커들은 수낵을 유력한 보수당 총리 후임자 목록에서 1위로, 그 다음으로는 헌트, 모돈트, 월리스, 존슨 순으로 꼽았다. 스타머, 니컬라 스터전 및 수많은 유권자들은 총선을 요구했다. 트러스의 사임 이후 이러한 요구는 더욱 강화되었다.
10월 19일, 총리 질의응답 시간 동안 트러스는 세금 감면 철회 이후 처음으로 의회에서 연설했다. 스타머가 트러스가 계속해서 국가를 이끌어야 하는 이유를 묻자, 트러스는 "저는 투사이지 포기자가 아닙니다. 저는 경제적 안정성을 확보하기 위해 국익에 따라 행동했습니다."라고 답했다. 같은 날, 브레이버먼은 개인 이메일 계정을 사용하여 공식 문서를 보낸 보안 위반으로 내무장관직에서 사임했으며, 사임 서한을 통해 트러스 정부의 정책 변경을 비판했다: "저는 이 정부의 방향에 대해 우려하고 있습니다. 우리는 유권자들에게 약속했던 주요 공약을 어겼을 뿐만 아니라, 총체적인 이민자 수 감소 및 불법 이민 중단, 특히 위험한 소형 보트 횡단과 같은 공약 이행에 대한 이 정부의 의지에 심각한 우려를 가지고 있습니다." 그랜트 샤프스가 그녀를 대신하여 임명되었다. 이어서 보수당 의원들이 영국 내 프래킹 금지에 대한 의회 투표에서 정부에 반대 투표하도록 "강요당했다"는 보도가 나왔고, 이 투표가 신임 투표였는지 여부에 대한 불확실성, 그리고 수석 원내총무 웬디 모턴과 그녀의 부관 크레이그 위태커가 사임했다는 보도가 있었지만, 다우닝가는 이를 부인했다.
브래디는 10월 20일 트러스와 회담을 가졌고, 트러스는 직후 사임을 발표하며 "우리는 브렉시트의 자유를 활용할 저세율, 고성장 경제에 대한 비전을 제시했습니다. 그러나 현재 상황을 고려할 때, 저는 보수당에 의해 선출된 의무를 이행할 수 없음을 인정합니다. 따라서 국왕 폐하께 보수당 당 대표직을 사임함을 알렸습니다."라고 말했다. 그녀는 이어서 후임자를 선출하기 위한 선거가 다음 주 안에 치러질 것이라고 확인했다. 리시 수낵은 2022년 10월 보수당 대표 선거에서 무투표로 당선되었고, 10월 25일에 총리가 되었다. 총리로서의 첫 연설에서 수낵은 "심각한 경제 위기"를 해결하기 위해 "어려운 결정"이 기다리고 있다고 경고했지만, 전임자가 저지른 실수를 바로잡겠다고 말했다. 트러스의 사임은 재임 45일 만에 발표되었고, 임명 49일 만에 퇴임하면서 그녀는 영국 최단기 총리가 되었다.

## 이후 사건

### 트러스의 사임 이후
헌트는 수낵 내각에서 재무장관으로 유임되었다. 10월 26일, 그는 중기 재정 성명 발표일을 10월 31일에서 11월 17일로 연기했는데, 이는 "가능한 한 가장 정확한" 경제 예측에 기반하도록 하기 위함이었다. 그는 또한 이것이 정식 가을 성명으로 "격상"될 것이라고 확인했다. 마이클 고브는 나중에 보수당이 트러스를 선택함으로써 "잘못된 선택"을 했으며, 부유층을 위한 감세 계획은 "현실로부터의 휴가"였다고 썼다. 재무장관직을 잃은 후 첫 언론 인터뷰에서 콰텡은 토크TV에 자신의 경제 개혁이 너무 빠르게 진행되고 있다고 트러스에게 경고했지만, 그녀가 그 조언을 따르지 않았다고 말했다: "그녀는 '나는 2년밖에 없다'고 말했고, 저는 '이렇게 계속하면 두 달밖에 없을 것이다'라고 말했습니다. 그리고 유감스럽게도 그렇게 되었습니다."

### 이후 사건
2023년 3월 BBC 뉴스에 출연한 트러스는 자신의 계획을 더 효과적으로 전달할 수 있었지만, 심각한 문제들을 다루려 노력했다고 말했다. "모든 것을 완벽하게 하지는 못했고, 저는 그것을 전적으로 인정합니다. 하지만 저는 우리가 직면한 실제 문제들을 다루려 노력했다고 생각합니다." 그러나 2024년 2월 미국 보수정치행동회의 연설에서 그녀는 자신의 몰락이 기득권층의 "적대감" 때문이었다고 비난했다.
2023년 3월 24일, 트러스 총리 재임 기간 동안 그녀를 인터뷰했던 BBC 로컬 라디오 기자 8명은 2023년 브로드캐스팅 언론인 길드 어워드에서 권위 있는 BPG 심사위원 상을 수상했다. BPG 의장 그랜트 터커는 그 인터뷰를 "리즈 트러스와 그녀의 불운한 정부에 판도를 바꾼" 것으로 묘사했다.
2023년 10월 24일, 금융감독청은 2014년에 도입된 은행가 보너스 상한제가 브렉시트 이후 금융 개혁의 일환으로 10월 31일부터 해제될 것이라고 확인했다. 이는 미니 예산안에서 살아남은 몇 안 되는 발표 중 하나가 되었다. 2024년 1월 31일, 그림자 재무장관 레이철 리브스는 노동당이 다음 총선에서 집권하더라도 상한제를 다시 도입하지 않을 것이라고 확인했다. 2024년 7월 4일에 실시된 선거에서 보수당은 노동당에 크게 패배하여 250석 이상을 잃었으며, 여기에는 모돈트, 샤프스, 제이컵 리스모그와 같은 저명한 보수당 인사 및 내각 장관들이 보유했던 여러 의석도 포함되었다. 트러스 또한 그녀의 사우스웨스트노퍽 지역구를 노동당에 내주었다. 보수당은 121석을 얻어 당 역사상 최악의 결과를 기록했다.
야당이 된 보수당은 미니 예산안과의 거리를 두려 했다. 2025년 6월 연설에서 그림자 재무장관 멜 스트라이드는 보수당이 "감당할 수 없는 약속"을 함으로써 영국의 경제 안정성을 "다시는" 위험에 빠뜨리지 않을 것이라고 말했다.

## 같이 보기
- 국제 통화 기금 및 세계 은행 그룹 연례 회의
- 채권 감시자
- 영국 예산안
- 자유 기업 그룹
- 캔자스 실험
- 자유방임주의
- 2021년 3월 영국 예산안
- 싱가포르-온-템스